# Villingafell (berg i Island, lat 65,26, long -15,06)
Villingafell är ett berg i republiken Island. Det ligger i regionen Austurland, 300 km öster om huvudstaden Reykjavík. Toppen på Villingafell är 635 meter över havet. 
Trakten runt Villingafell är nära nog obefolkad, med mindre än två invånare per kvadratkilometer. Det finns inga samhällen i närheten. Trakten runt Villingafell består i huvudsak av gräsmarker.